# 厳原港

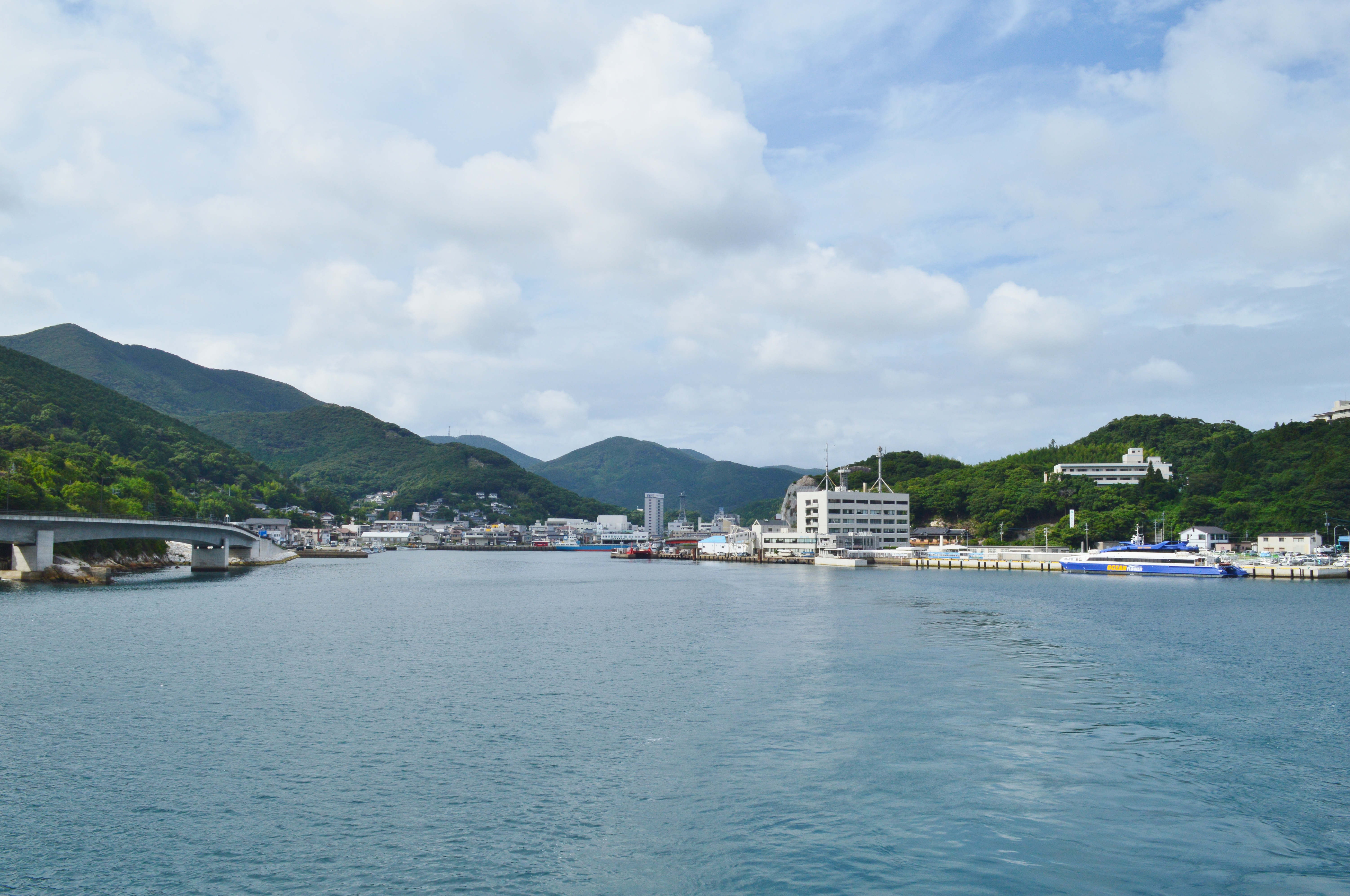
厳原港（海側から望む）

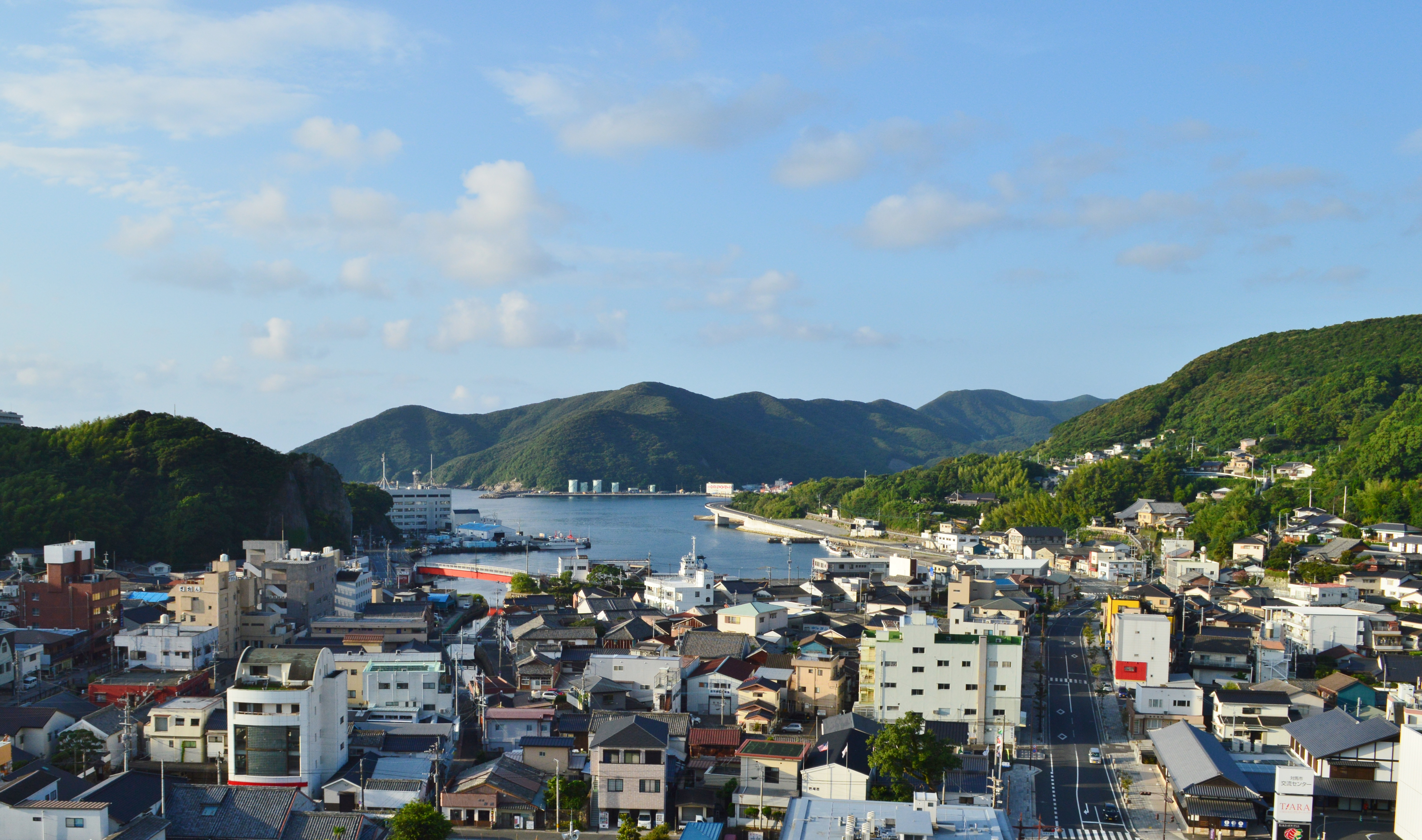
厳原港（陸側から望む）

厳原港（いづはらこう）は、長崎県の対馬南東岸（対馬市）に位置する港湾。港湾管理者は長崎県。港湾法上の重要港湾、港則法上の特定港に指定されている。対馬の中心的な役割を持つ港である。国道382号の対馬島内陸上区間の終点であり、対馬 - 壱岐の海上区間の起点でもある。

## 概要

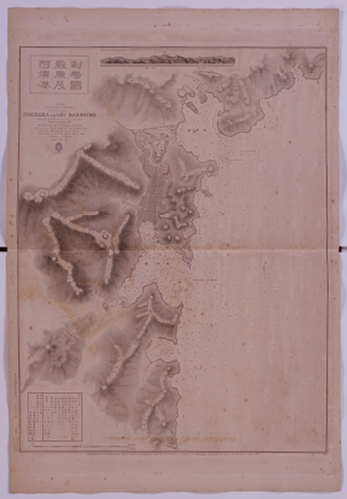
『大日本海岸実測図』より「対馬国厳原及阿須港」（1874年測量、1875年発行）
兵部省海軍部水路局

リアス式海岸の入り江地形を利用した港湾で、東向きの湾口から港内に入ると、正面の志賀の鼻大橋に向かって、右側（北側）に厳原地区があり、左側（南側）に久田地区がある。
厳原地区は、すぐ近くに対馬市の中心市街地があることから、対馬市の南の玄関口となっており、旅客ターミナルなど主要な施設だけでなく、税関や海上保安部などが入る合同庁舎も立地している。一方、久田地区には、水産物や木材及び、石油などを取扱う岸壁などが配置されており、特に水産物は厳原地区に運ばれ、ここからフェリーによって福岡方面に出荷されている。なお、両地区は先述の志賀の鼻大橋により臨港道路で結ばれており、往来しやすくなっている。
一帯は2018年（平成30年）8月4日にみなとオアシスに登録していて、厳原港国内ターミナルを代表施設とするみなとオアシス対馬　厳原として交流拠点ともなっている。
歴史的には古来から朝鮮半島との交易港として栄えてきた。江戸時代の鎖国期にも江戸幕府公認の朝鮮交易港として、同時に朝鮮通信使の中継港として大きな役割を果たした。また江戸時代には、対馬府中藩の城下町である府中（現在の厳原）に隣接しているため藩船停泊地となっており、久田地区にお船江（後述）という藩船専用の船着き場が置かれた。
第二次世界大戦直後には大陸からの引揚者の中継港となり、港は引揚者であふれていたという。そのような状況の中、1945年（昭和20年）には行方不明者800名以上ともいわれる大惨事になった珠丸事故が起きている。
近年は、韓国の釜山とを行き来する定期航路が就航しており、毎年十数万人の観光客が対馬を訪れている。

## 施設

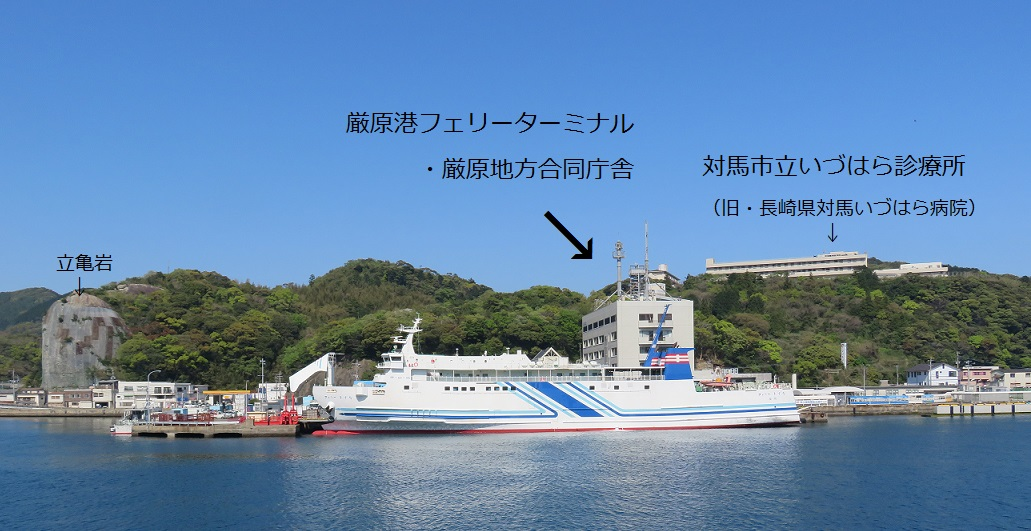
停泊中の「フェリーきずな」

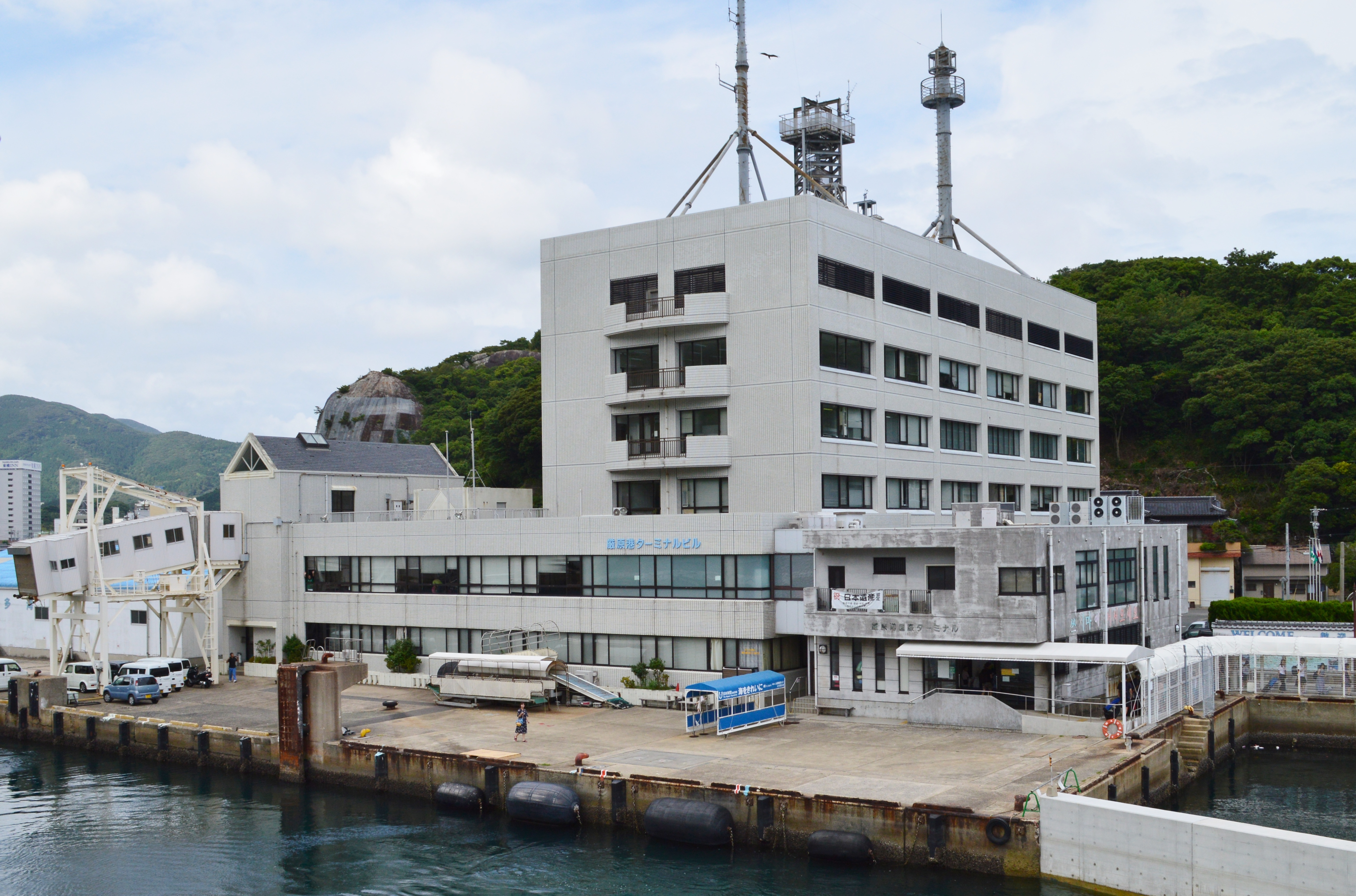
厳原港ターミナルビル
（2020年12月9日まで）

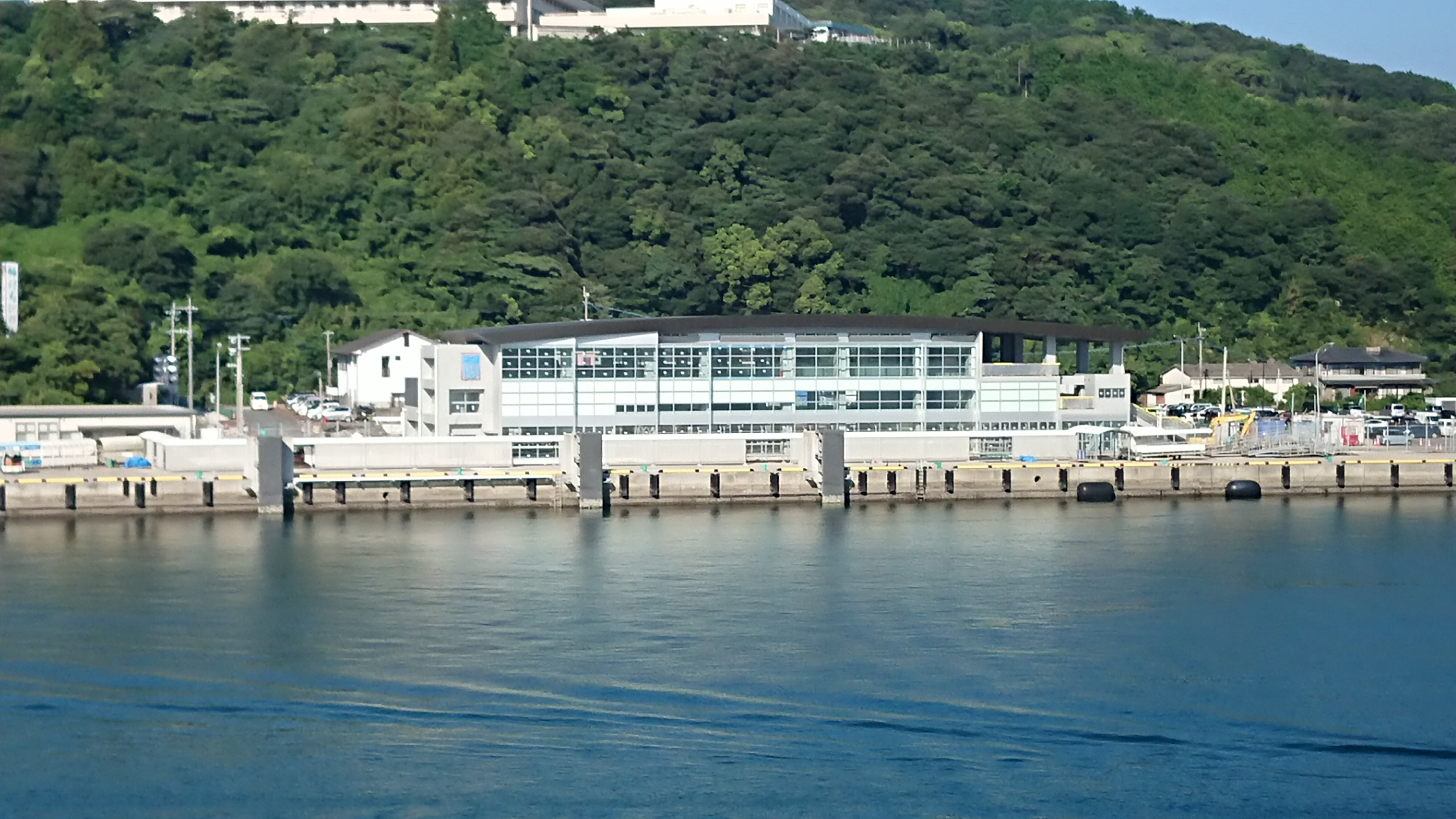
厳原港国内ターミナルビル
（2020年12月10日供用開始）

- 厳原港ターミナルビル（2020年12月9日まで）
- 厳原港国内ターミナルビル（2020年12月10日供用開始[2]）
- 厳原港国際ターミナル
- 厳原地方合同庁舎

  - 門司税関厳原税関支署
  - 福岡出入国在留管理局対馬出張所
  - 福岡検疫所厳原・比田勝出張所
  - 門司植物防疫所福岡支所厳原分室
  - 第七管区対馬海上保安部
  - 長崎地方法務局対馬支局
  - 長崎労働局対馬労働基準監督署
  - 厳原測候所
- 国土交通省九州地方整備局対馬事務所
- 厳原町漁業協同組合
- -5.5m岸壁 ×4バース
- -5mフェリー岸壁 ×1バース
- -7.5m岸壁 ×1バース
- -7.5m耐震強化岸壁×1バース

## 航路

### 国内

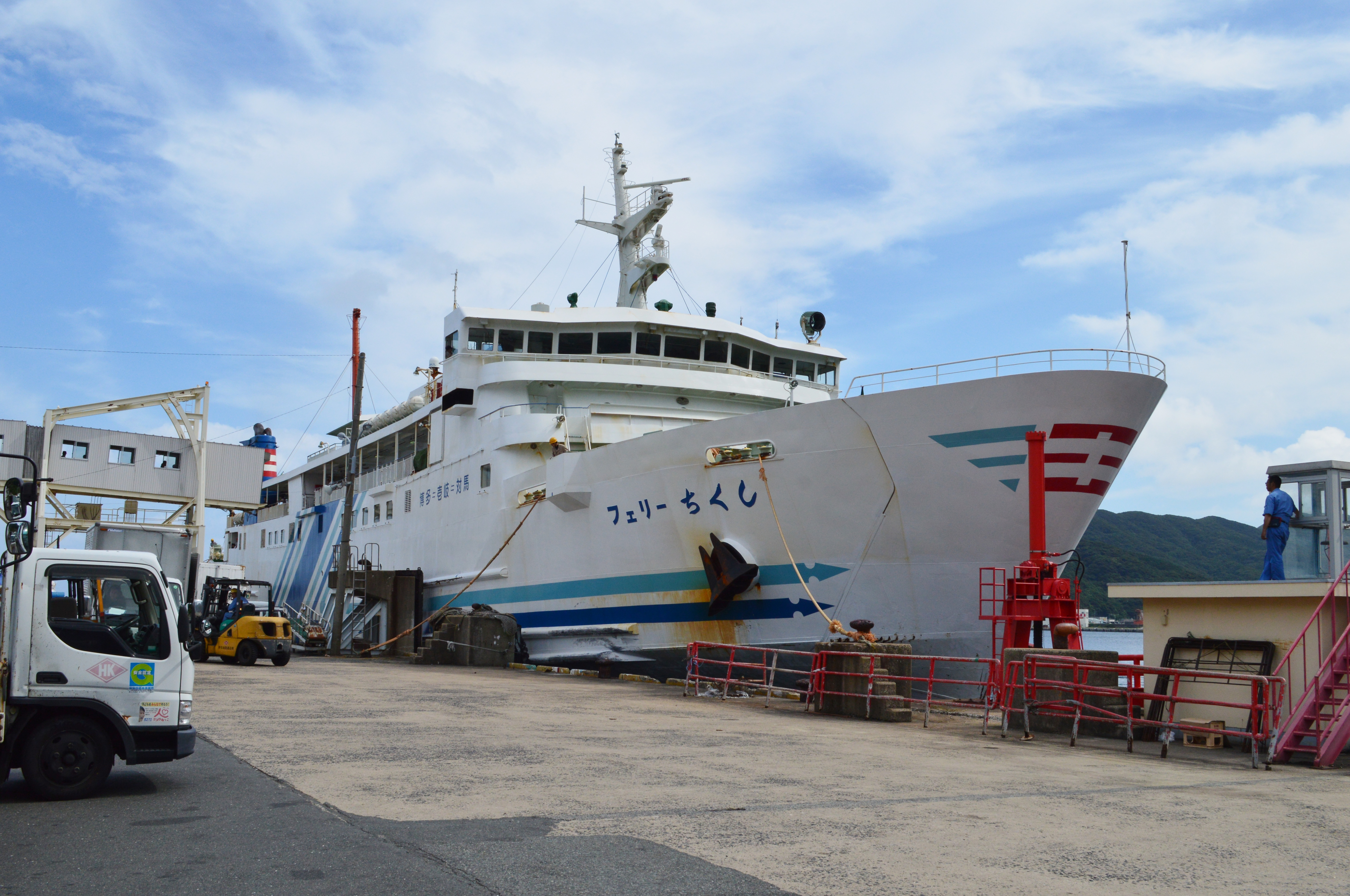
停泊中の「フェリーちくし」

- 九州郵船が博多港との間にフェリーとジェットフォイルを運航。寄港地などは以下の通り。
  - ジェットフォイル「ヴィーナス」、「ヴィーナス2」
    - 厳原港[3] - 郷ノ浦港/芦辺港（壱岐市）- 博多港（福岡市）

  - フェリー「きずな」、「ちくし」
    - 厳原港 - 郷ノ浦港/芦辺港（壱岐市）- 博多港（福岡市）

- 国内貨物フェリー 対州海運「フェリーたいしゅう」[4]

厳原港 - 博多港（福岡市）
- 壱岐・対馬フェリー「フェリーつばさ」

厳原港 - 芦辺港（壱岐市）- 博多港（福岡市）

### 国際
- 韓国の大亜高速海運が、釜山港（大韓民国釜山広域市）との間に高速船「オーシャンフラワー」を運航。
- 日本のJR九州高速船も釜山港との間に高速船「ビートル」を運航。

## 歴史
- 1882年（明治15年） : 厳原長崎税関出張所が置かれる。
- 1884年（明治17年） : 特別貿易港に指定される。
- 1897年（明治30年） : 厳原長崎税関出張所が厳原長崎税関支署に昇格。
- 1899年（明治32年） : 開港に指定される。
- 1922年（大正11年） : 指定港湾に指定される。
- 1943年（昭和18年） : 税関制廃止。
- 1946年（昭和21年） : 税関制復活。門司税関厳原税関支署が置かれる。
- 1947年（昭和22年） : 海運局厳原支局が置かれる。
- 1948年（昭和23年） : 海上保安庁厳原海上保安部（現・対馬海上保安部）が置かれる。
- 1951年（昭和26年） : 重要港湾に指定される。
- 1964年（昭和39年） : 第一回「厳原港まつり」を開催。
- 1972年（昭和47年） : 九州郵船が博多 - 壱岐 - 厳原のフェリー航路開設。
- 1974年（昭和49年） : 厳原港大橋が開通。
- 1980年（昭和55年） : 李朝通信使行列を開催。
- 1991年（平成3年） 
  - 厳原地方合同庁舎が竣工。
  - 九州郵船が博多 - 壱岐 - 厳原のジェットフォイル航路開設。
- 1993年（平成5年） : 韓国馬山 - 厳原の定期貨物航路開設。長崎県内初の国際定期貨物航路。
- 1997年（平成9年） : 厳原港国際ターミナルビル竣工。
- 1999年（平成11年） : 大亜高速海運が韓国釜山 - 厳原の定期旅客航路開設。
- 2011年（平成23年） : JR九州高速船が韓国釜山 - 厳原の定期旅客航路開設。
- 2020年（令和2年）
  - 9月30日 - 厳原港国内ターミナルビルが完成。
  - 12月10日 - 厳原港国内ターミナルビルの供用を開始[2]。
    - 新ターミナルビルは鉄筋コンクリート造2階建て。自走式のボーディング・ブリッジを備える他、現ターミナルビルにはなかったエレベーターが設置されるなどバリアフリーに対応した施設となる。なお、現ターミナルビルは改修工事を経て、国際ターミナルビルとして利用される[2]。

## 名所など
- お船江跡（おふなえあと）

久田地区の久田川左岸河口付近にある、対馬藩の藩船が使用した船着き場の跡。現在残っているものは1663年の完成だと言われている。石積みで出来た4基の突堤と5つの船渠がほぼ完璧な状態で残っている。同様の施設の遺構は全国的にも珍しく、県指定史跡に指定されている。
- 立亀岩（たてがめいわ、たてがみいわ）

旅客ターミナルなどがある厳原地区の東側ふ頭と厳原の市街地の間にある、巨大な一枚岩。名前の由来は亀が立っているように見えることから。
- 厳原港まつり（いづはらみなとまつり）

毎年8月の第1土日曜日に厳原港厳原地区をメイン会場にして開催される祭り。対馬最大の祭りであり、対馬最大のイベント。メインイベントは厳原町の金石城跡から厳原港までを江戸時代の朝鮮通信使を模して練り歩く「朝鮮通信使行列」と、祭りのフィナーレの花火大会。1964年に「厳原港まつり」として始められた。1980年に朝鮮通信使行列も加わった。1988年に「アリラン」の名を付け加え「厳原港まつり対馬アリラン祭」となった。2012年に起こった対馬仏像盗難事件のため、2013年に祭名から「アリラン」を削除した。

## 周辺
- 厳原郵便局
- 対馬市役所